# Mervyn Wood

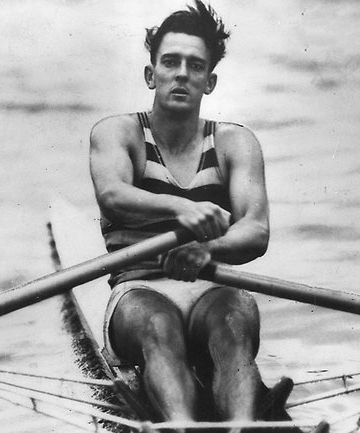
Mervyn Wood, etwa 1952 im Einer

Mervyn Thomas („Merv“) Wood, LVO, MBE (* 30. April 1917 in Kensington, Sydney, New South Wales; † 19. August 2006 in Sydney) war ein australischer Ruderer. Er ruderte während mehr als zwanzig Jahren, nahm an vier Olympischen Spielen teil und gewann drei olympische Medaillen im Einer und im Doppelzweier. Im Berufsleben war Wood als Polizist tätig. Er stieg zum Kommandanten (Commissioner) der Polizei des Bundesstaates New South Wales auf, musste aber wegen Korruptionsvorwürfen zurücktreten.

## Biografie
Mervyn Wood war das jüngste von vier Kindern von Thomas Wood, der nach Australien ausgewandert und 1905 in den Polizeidienst eingetreten war. Er wuchs im südöstlichen Vorort Randwick auf und absolvierte die Sydney Boys High School. Wood repräsentierte seine Schule in den Sportarten Rugby Union, Schwimmen und am erfolgreichsten im Rudern. Nach dem Mittelschulabschluss wurde er Polizeikadett und trat dem Ruderclub der Polizei von New South Wales bei.
Das australische Olympische Komitee nominierte die Polizeimannschaft als Vertreter bei den Olympischen Sommerspielen 1936 in Berlin. Woods Achter-Mannschaft schied im Hoffnungslauf aus. Nach seiner Rückkehr aus Deutschland wurde er zum Constable befördert. Da die meisten seiner Achter-Kollegen zurückgetreten waren, begann er, mit dem Einer zu rudern. Wood gehörte der Abteilung für Aufklärung von Verbrechen an und meldete sich 1944 bei der Royal Australian Air Force, um als Navigator zu dienen.
Nach Ende des Zweiten Weltkriegs gewann Wood die Meisterschaften Australiens und von New South Wales in den Jahren 1946 bis 1948. Dies ermöglichte ihm die Teilnahme an den Olympischen Sommerspielen 1948 in London. Er reiste vor den übrigen Ruderern ab und gewann den Einer-Wettbewerb der Henley Royal Regatta. Im olympischen Finalrennen siegte er mit einem Vorsprung von fast 14 Sekunden. Wood wurde zu Australiens Sportler des Jahres gewählt und gewann im Anschluss daran siebenmal in Folge die australischen Meisterschaften. Bei den British Empire Games 1950 in Auckland siegte er im Einer, zusammen mit Murray Riley auch im Doppelzweier.
Bei den Olympischen Sommerspielen 1952 in Helsinki war Wood Fahnenträger während der Eröffnungsfeier. Auf dem Weg nach Finnland hatte er einen Abstecher nach England gemacht und seinen Erfolg bei der Henley Royal Regatta wiederholt. Im olympischen Wettbewerb galt er als Favorit, unterlag jedoch dem Russen Juri Tjukalow. Bei den British Empire and Commonwealth Games 1954 in Vancouver ruderte Wood im Doppelzweier und im Vierer ohne Steuermann. Obwohl die Finalrennen lediglich in einem Abstand von 45 Minuten stattfanden, siegte er beide Male.
1956 verlor Wood seinen nationalen Einer-Titel an Stuart MacKenzie. Er wurde nicht für dieses Rennen bei den Olympischen Sommerspielen 1956 nominiert, hingegen zusammen mit Murray Riley für den Doppelzweier. Nachdem er während der Eröffnungsfeier zum zweiten Mal Fahnenträger gewesen war (er ist der einzige Australier, dem diese Ehre zuteilwurde), gewann er mit dem Doppelzweier die Bronzemedaille. Zum letzten Mal als Ruderer trat Wood bei den British Empire and Commonwealth Games 1958 in Cardiff in Erscheinung, wo er zusammen mit Stuart MacKenzie im Alter von 41 Jahren Zweiter mit dem Doppelzweier wurde.
Danach konzentrierte sich Wood ganz auf seine berufliche Karriere bei der Polizei von New South Wales. Er wurde mehrmals befördert und schließlich 1977 zum Kommandanten ernannt. Sein Ruderpartner Riley war ebenfalls Polizist gewesen, hatte dann aber die Polizei verlassen und einen internationalen Drogenschmugglerring aufgebaut. Woods Verbindung zu Riley, die daraus entstandene Kontroverse sowie zahlreiche weitere Korruptionsfälle im Polizeikorps zwangen ihn 1979 zum Rücktritt. 1989 wurde er wegen Verschwörung zur Behinderung der Justiz angeklagt, die Anklage musste jedoch zwei Jahre später wegen Verjährung fallengelassen werden.

## Erfolge
Olympische Spiele:
- 1936: mit dem Achter im Hoffnungslauf ausgeschieden
- 1948: Olympiasieger mit dem Einer
- 1952: Silbermedaille mit dem Einer
- 1956: Bronzemedaille mit dem Doppelzweier

Empire/Commonwealth Games:
- 1950: Goldmedaille mit dem Einer und dem Doppelzweier
- 1954: Goldmedaille mit dem Vierer ohne Steuermann und dem Doppelzweier
- 1958: Silbermedaille mit dem Doppelzweier

Henley Royal Regatta:
- Sieger 1948 und 1952 mit dem Einer